# Peta Murphy
Peta Jan Murphy (Goulburn, 1 de noviembre de 1973-4 de diciembre de 2023) fue una psicóloga, abogada y política australiana.

## Biografía
Estudió una Licenciatura en Ciencias (Psicología) y una Licenciatura en Derecho en la Universidad Nacional Australiana y  maestría en Criminología en la Universidad de Melbourne. 
Trabajó como abogada y defensora pública principal en Victoria Legal Aid.
Murphy fue patrocinadora del Club Frankston City Bowls y de la Asociación de Veteranos de Vietnam de Frankston.
Murphy jugó sóftbol en la Liga Nacional Australiana. 
Fue miembro de la Cámara de Representantes desde 2019 hasta 2023, en representación de Dunkley pertenenció al Partido Laborista Australiano (ALP).
Peta Murphy falleció el 4 de diciembre de 2023 a los 50 años, de cáncer de mama en su hogar.